# Trofeo Federale 1992
Il Trofeo Federale 1992 è stato la 7ª edizione di tale competizione, e si è concluso con la vittoria della Libertas, al suo secondo titolo.

## Risultati
- Semifinali

A)  Montevito -  Tre Fiori 0 - 1
B)  Domagnano -  Libertas 1 - 6
- Finale - 6 settembre 1992

C)   Libertas -  Tre Fiori 2 - 2 d.t.s. (4 - 2 rigori)